# Seaside, Oregon
Seaside là một thành phố nằm trong Quận Clatsop, tiểu bang Oregon,  Hoa Kỳ. Cái tên Seaside (bờ biển) có được là từ tên của một khu nghỉ mát mùa hè do đại gia đường sắt Ben Holladay xây dựng trong thập niên 1870. Khu nghỉ mát này tên là Seaside House nằm cách trung tâm thương mại khoảng 1 dặm Anh về phía nam. Dân số theo điều tra dân số năm 2000 là 5.900 người.

## Địa lý
Seaside nằm ở tọa độ 45°59′34″B 123°55′20″T / 45,99278°B 123,92222°TĐã đưa tham số không hợp lệ vào hàm {{#coordinates:}} (45.992850, -123.922108)1.
Theo Cục điều tra dân số Hoa Kỳ, thành phố có tổng diện tích là 4,0 dặm vuông (10,4 km²) trong đó có 3,9 dặm vuông (10,0 km²) là mặt đất và 0,2 dặm vuông (0,4 km²) hay 3,99% là mặt nước.
Seaside nằm sát cạnh Thái Bình Dương, ở cuối miền nam của Bình nguyên Clatsop, cách sông Columbia khoảng 29 km (18 mi) về phía nam là nơi con sông này đổ ra Thái Bình Dương. Sông Necanicum cắt ngang thành phố và chảy ra đại dương ở rìa phía bắc của thành phố. Tillamook Head là một vùng đất cao nhìn xuống rìa phía nam của thành phố.

## Giao thông
- Seaside có một xa lộ chính, đó là Quốc lộ Hoa Kỳ 101 và U.S. Route 26 (hai xa lộ trùng nhau khi đi qua thành phố) đi đến Xa lộ Liên tiểu bang 5 qua ngã xa lộ tiểu bang 217.
- Seaside được phục vụ bởi một hệ thống xe buýt liên thành phố.
- Sân bay Thành phố Seaside.

## Lịch sử
Vào khoảng ngày 1 tháng 1 năm 1806, một nhóm người trong đoàn thám hiểm Lewis và Clark xây một bãi làm muối ở vị trí hiện tại của thành phố Seaside. Tên mà người Mỹ bản thổ đặt cho một cái làng bộ tộc Clatsop gầm bãi làm muối đó là Ne-co-tat. Thị trấn được hợp nhất vào năm 1899.
Năm 1912, Alexandre Gilbert (1843-1932) được bầu là thị trưởng Seaside. Gilbert là một di dân người Pháp, một cựu chiến binh Chiến tranh Pháp-Phổ. Sau khi sống ở San Francisco, California và Astoria, Oregon, Gilbert di chuyển đến sống tại Seaside nơi ông có một ngôi nhà đơn sơ cạnh biển (xây năm 1885). Gilbert là nhà phát triển địa ốc, đã trao tặng đất đai cho thành phố Seaside để xây dựng một đường đi dạo dọc bờ biển dài 1 dặm rưởi.
Năm 1892 ông sửa sang thêm cho ngôi nhà đơn sơ cạnh biển của ông. Ngôi nhà Gilbert, từ cuối thập niên 1980 hoạt động thương mại như là một lữ quán với tên gọi Gilbert Inn. Nó vẫn còn ở đó tại Đường Beach và Đường A. Tòa nhà văn phòng "Gilbert Block" của Gilbert trên Đường Broadway cũng còn tồn tại.

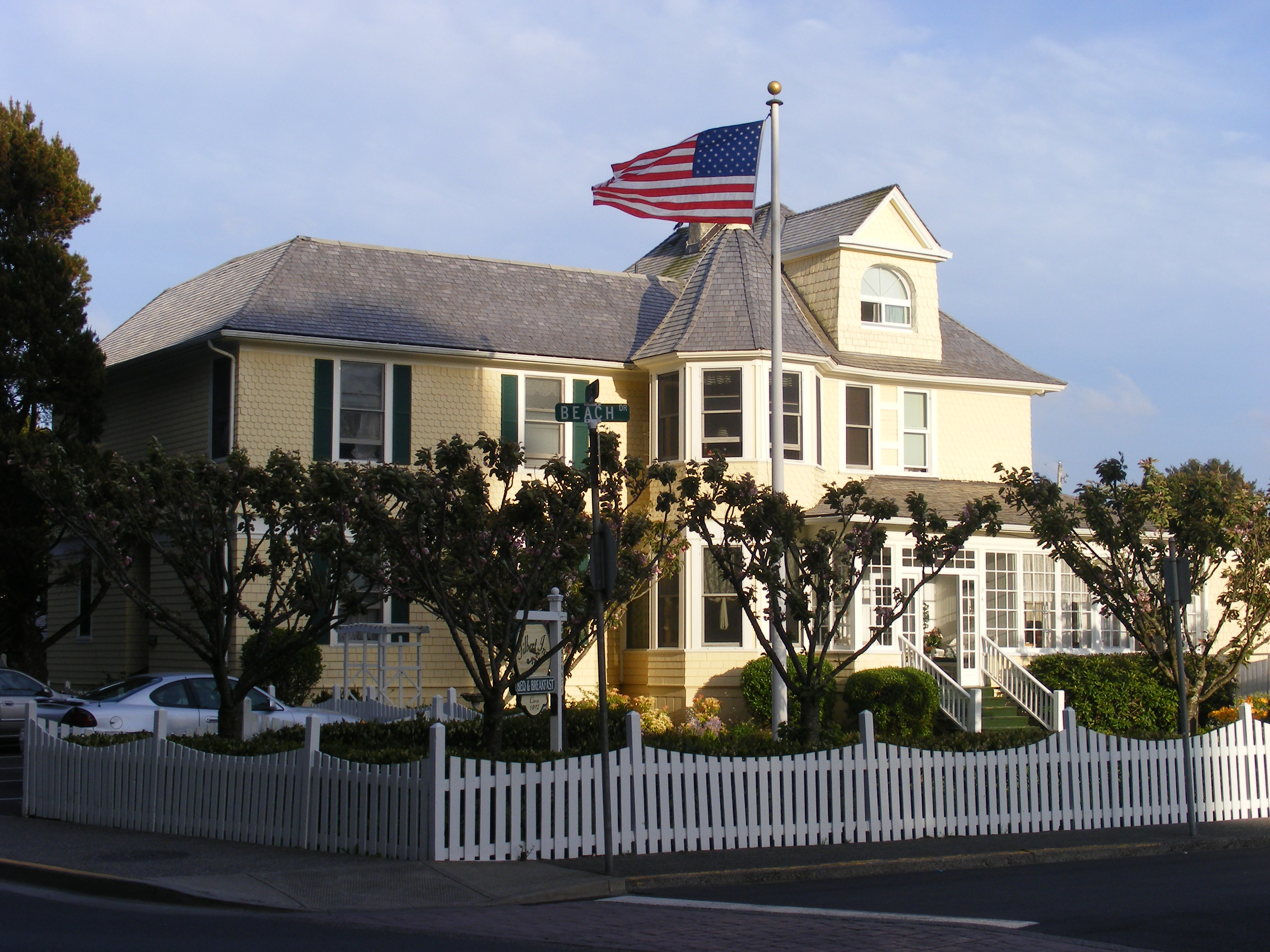
Ngôi nhà Gilbert tại Seaside

Gilbert chết tại nhà ở Seaside và được chôn cất trong nghĩa trang "Ocean View Abbey ở Warrenton, Oregon.

## Truyền thông
- Tuần báo Seaside Signal